# 小西薬品
小西薬品株式会社（こにしやくひん）は、神奈川県小田原市本町4-2-48に本社を置く主に医薬品・医療機器の卸売りを扱う企業であった。前身は「済生堂薬局小西本店」（小田原市本町美幸ヶ原4・代表取締役　小西正道）である。現在は、共創未来グループの一社「東邦薬品」。

## 概要
- 代表取締役社長　碓井隆
- 資本金　200万円

## 沿革
- 昭和41年8月 「東邦薬品」との合弁で「済生堂薬局小西本店」の卸部門を分離独立し「小西薬品」設立
- 昭和42年3月 「済生堂薬局小西本店」の卸部門の全てを「小西薬品」に譲渡
- 昭和39年12月 東京都の「東邦薬品」と業務提携
- 昭和45年10月 「東邦薬品」と合併「小田原支店」として発足

## 関連企業
- 東邦薬品
- 済生堂薬局小西本店